# Brandisia racemosa
Brandisia racemosa är en tvåhjärtbladig växtart som beskrevs av William Botting Hemsley. Brandisia racemosa ingår i släktet Brandisia och familjen Paulowniaceae. Inga underarter finns listade i Catalogue of Life.